# Гранично допустима концентрація
Грани́чно допусти́ма концентра́ція (ГДК, англ. TLV) — показник безпечного рівня вмісту шкідливих речовин у довкіллі, максимальна кількість шкідливої речовини в одиниці об'єму або маси у водному, повітряному чи ґрунтовому середовищах, що майже не впливає на здоров'я людини.
ГДК встановлюються: а) у законодавчому порядку, б) як норматив, що рекомендується компетентними організаціями (комісіями). Сучасні ГДК враховують вплив концентрації забруднювачів також на диких тварин, рослини, гриби, мікроорганізми, природні угруповування, клімат і санітарно-побутові умови життя.

## Загальний опис
Відповідає максимальній кількості шкідливої речовини в одиниці об'єму або маси, яка при щоденному впливі протягом необмеженого часу не викликає будь-яких змін в організмі людини і несприятливих спадкових змін у потомства, а також не призводить до порушення нормального відтворення основних ланок екологічної системи природного об'єкта.
Як правило, ГДК розробляються державними органами охорони здоров'я.
Для оцінки забруднення міських екосистем запропоновано також використання кларків елементів для міських ґрунтів. Дані вмісту елементів можуть бути прийняті як стандартні (міські фонові) при екологічних дослідженнях і розрахунку кларків концентрації.

## Максимальні рівні забруднювачів, встановлені в Україні

### Максимальні рівні забруднюючих речовин у харчових продуктах
Максимальні рівні забруднюючих речовин у харчових продуктах: нітратів, мікотоксинів, металів, 3-монохлорпропан-1,2-діол (3-MCDP), діоксинів і поліхлорованих біфенілів (ПХБ), поліциклічних ароматичних вуглеводнів та меламіну встановлено Державними гігієнічними правилами і нормами «Регламент максимальних рівнів окремих забруднюючих речовин у харчових продуктах».

### Максимально допустимі рівні небажаних речовин у кормах та кормовій сировині для тварин
Максимально допустимі рівні небажаних речовин у кормах та кормовій сировині для тварин: неорганічних забруднювачів та сполук азоту (миш'яку, кадмію, фтору, свинцю, ртуті, нітритів, меламіну), мікотоксинів, токсинів рослинного походження, хлорорганічних сполук, діоксинів та поліхлорованих дибензофуранів, шкідливих ботанічних забруднювачів, кокцидіостатиків внаслідок перехресного забруднення в кормах для тварин, яким вони не призначені, мікроелементів, мікробіологічних забруднювачів та вітамінів встановлено у Переліку максимально допустимих рівнів небажаних речовин у кормах та кормовій сировині для тварин.